# Syndicato Condor
Syndicato Condor S/A foi uma subsidiária da Deutsche Luft Hansa (não confundir com a Deutsche Lufthansa) no Brasil. Uma das mais antigas companhias de aviação do mundo, foi criada em dezembro de 1927.
Com a declaração de guerra do Brasil ao Eixo na Segunda Guerra Mundial, assim como inúmeras outras instituições alemãs, italianas e japonesas, seus nomes foram modificado como essa o foi de Sindicato Aéreo do Condor, subsidiária alemã, desmembrada, e criam-se concorrência á Varig, como quando esta e demais empresas alemãs foram nacionalizadas por ocasião da Segunda Guerra Mundial.

## Histórico
Durante a Segunda Guerra Mundial, a presença de alemães como nessa empresa denominada de "Syndicato Condor", notemos a presença política de Adolf Hitler e de seu Nazismo, nesse nome alemão. Que prejudicou bastante sua operação no Brasil, frente a Getúlio Vargas. Assim, os brasileiros a frente da companhia como José Ribeiro Dantas e Leopoldino Amorim alteraram sua razão social Serviços Aéreos Cruzeiro do Sul. 
Antes de por fim acontecer a encampação, procurou-se evitar qualquer ligação com a Alemanha nazista. Nesta época o símbolo da empresa era uma Gaivota, isso antes da eleição do Chanceler Adolf Hitler. Que transformou a Gaivota em Condor- Nazista como Propaganda de seu regime político, além da demissão e prisão dos dirigentes de origem ou descendência alemã.
Toda a sua frota, até o início da Segunda Guerra Mundial, era composta por aeronaves de origem germânica, incluindo os Focke-Wulf FW-200, que foram obrigados a fazer um "swap"(troca), trocando os motores radiais BMW F2000, pelos motores Hornet americanos, além dos Junkers 52/3m, que usados para o esforço de guerra, levando a borracha, derivada do látex, extraída nos seringais da Amazônia, para os navios em direção aos países aliados, soando um tanto irônico (uma aeronave 100% alemã, contribuindo para o inimigo), sendo utilizados na companhia até o ano de 1947. O combustível fornecido pela Standard Oil (antiga Esso), era sonegado pelo governo brasileiro, além de que a empresa teria de se livrar das aeronaves alemãs, sob pena de ser obrigada a lançar toda a frota nas profundezas do oceano, prática comum de sucateamento de veículos e aeronaves à época. Até o fim da década de 1940, apenas o JU-52/3m e os FW200 ainda voavam na companhia.
No pós-guerra, a frota de aeronaves alemãs foram substituídas por aviões americanos, principalmente os tipos Douglas DC-3, que chegaram no segundo semestre de 1945, nos quais as negociações foram um tanto árduas de ambos os lados, tendo em vista que os americanos, queriam que a empresa adquirisse o Lockheed Lodestar, de desempenho nitidamente inferior ao DC-3, e também houve encomendas de Douglas DC-4 de longo curso, em 1947, da versão Skymaster, no total de três unidades, batizadas de "Syrius", "Vega" e "Canopus", no qual a empresa, fez alguns vôos para os EUA, com a esperança de que o governo brasileiro subvencionasse(concedesse subsídios), contudo, tal operação tornou-se onerosa, fazendo que as três aeronaves fossem vendidas tempos depois. Nos restante da década de 1940 e 1950, a renovação da empresa estava em curso, adquirindo aeronaves da Convair, modelos CV-240, CV-340 e CV-440, sendo que o -340, dispunha de cabine pressurizada, uma inovação à época, além da aquisição de aeronaves cargueiras, modelo Fairchild C-82 Packet, sendo que atualmente, ainda existe uma unidade, abandonada no Aeroporto Internacional Eduardo Gomes, em Manaus-AM.

No seleto grupo nacional de operadores de aviões a jato, com a compra direta do fabricante frances Sud-Est, o modelo Sud Aviation Caravelle 6R,. Na mesma época se destaca também as operações com tipos Boeing 727-100. No começo da década de 70 renovou sua frota com aeronaves Boeing 737-200, que juntaram-se a sua frota de Boeing 727-100 e NAMC YS-11. Em forte crise financeira iniciou negociações para ser vendida, a VASP era a principal candidata à sua compra, no entanto por diversas vezes alterar a proposta de compra, foi ultrapassada pela VARIG, que adquiriu a Cruzeiro em 1975. Momento este em que muitos pensaram que o nome e os prefixos PP-Cxx estariam acabados. 
Após a conclusão da compra da Cruzeiro pela Varig, em 1975, seus cinco SE-210 Caravelle 6R, três originalmente encomendados na França e dois ex-Panair do Brasil (a Cruzeiro perdera dois Caravelle 6R em 1973, sem sobreviventes), e seus lendários NAMC YS-11A Samurai, foram sumariamente desativados, sendo que ainda em 1979, ainda existia um Caravelle sob suas cores, porém apto a venda.
No ano de 1979 a Cruzeiro encomendou quatro aeronaves Airbus A300, inéditos no país, os quais tiveram grande importância nas operações no Aeroporto de Congonhas, quando em 1980 partiam para os mais diversos destinos, como Buenos Aires, Miami e Caracas. No entanto o uso desses aviões nas rotas de Miami e seu incontestável sucesso fez a VARIG, optar pela pintura dos dois A300 (PP-CLA e PP-CLB) restantes da encomenda em suas cores, por exigências do FAA e também pelo ofuscamento que a Cruzeiro causava então.
Em 1983 a Cruzeiro ficou encarregada de testar a aceitação do McDonell Douglas MD80, porém uma desvalorização cambial impediu o sucesso do negócio. Esta época era de completo domínio da Boeing no mercado de curto alcance com os Boeing 727 e 737 dominando o mercado nas cores da VARIG, VASP, Transbrasil e Cruzeiro. Em 1993 os Boeing 727-100 foram desativados e a companhia totalmente incorporada dentro da VARIG, no entanto a bela marca Cruzeiro do Sul pôde ser vista nos aeroportos até o ano de 1997, quando a VARIG mudou sua identidade visual, acabando assim com a constelação de cinco estrelas das caudas dos aviões, a única lembrança desta empresa são os prefixos PP-CJx que perduraram por mais um curto período de tempo após a repintura das aeronaves.
Ironicamente em 2002/2003 no auge de sua crise, a VARIG reativou um Boeing 737-200 de prefixo PP-CJT, que ajudou a companhia rio-grandense de vencer obstáculos de falta de aeronaves vividos naqueles anos, que voou na VARIG até o ano de 2005. A última lembrança da companhia, o PP-CJT, foi desmanchado na Argentina, na década de 2010.

## Frota
A empresa utilizava os aviões alemães: Fokker, Junkers e Dornier.